# Croix de carrefour des Friches
La Croix de carrefour des Friches est située, près de la chapelle du lieu-dit Saint-Mathurin, sur la commune de  Saint-Martin-sur-Oust dans le Morbihan.

## Historique
La Croix carrefour des Friches fait l’objet d’une inscription au titre des monuments historiques depuis le 25 février 1928.

## Architecture
La Croix de carrefour des Friches est une croix monolithe de granit.